# Calluella brooksii
Calluella brooksii és una espècie de granota de la família Microhylidae que viu a Indonèsia i Malàisia.
Està amenaçada d'extinció per la pèrdua del seu hàbitat natural.